# Drayson Racing
A Drayson Racing (conhecida como Drayson Racing Technology) é uma equipe britânica de automobilismo fundada por Paul Drayson para competir no British GT Championship. Desde então, o time correu na American Le Mans Series, Asian Le Mans Series e as 24 Horas de Le Mans.
A equipe e sua empresa de desenvolvimento de tecnologia Drayson Technologies desenvolveu hardware para a categoria de corridas elétricas, a Fórmula E, e foi o principal parceiro de tecnologia da Trulli Formula E Team, equipe que assumiu a entrada originalmente destinada para a Drayson Racing.